# Försoningens dag och uppståndelsens dag
Försoningens dag och uppståndelsens dag är en psalm med text skriven 1961 av Anders Frostenson. Musiken är skriven 1852 av Johan Peter Emilius Hartmann.

## Publicerad i
- 1986 års psalmbok som nr 601 under rubriken "Tillsammans i världen". (Texten i denna version är försedd med copyright)